# 砂押貴久
砂押 貴久（すなおし たかひさ、1987年〈昭和62年〉生まれ）は、日本のクリエイティブディレクター、プランナー、起業家。ファッションメディア出身のバックグラウンドを持ち、広告・ブランディングから自社プロダクト開発、AI・デジタル技術を活用した企画まで、領域を横断するプロジェクトを多数手がける。株式会社STEKKEY創業者・代表取締役。社会課題や感性に寄り添う視点で、企業・ブランド・公共領域のコミュニケーションデザインに取り組んでいる。

## 経歴
- 東京都生まれ。エスモードジャポンを経て、ここのがっこう修了。
- ファッションジャーナリストとして活動後、2013年にINFASパブリケーションズ入社。「WWD JAPAN.com」チーフプランナーを務める。
- 2018年、株式会社STEKKEYを設立。

## プロダクト開発
- STORY CHAT – 会話形式でブランド情報を届けるストーリーツール。2020年グッドデザイン賞受賞。

- Yosemile（ヨセミル） – オンライン寄せ書きサービス。

- SFT（Semantic Framing Translator）– 感情を“翻訳“するセルフケアAI。

## 主な実績・プロジェクト
- Rakuten Fashion Week TOKYO – 史上初の4シーズン連続でキービジュアル制作を担当（2024 S/S〜2025 A/W）。「AI PUBLIC ART」施策が雑誌『ブレーン』、フルAIのキービジュアルが『東洋経済オンライン』等で紹介。
  - https://toyokeizai.net/articles/-/741378
  - https://www.sendenkaigi.com/creative/media/brain/027521/
- news zero（日本テレビ） – SNSリブランディング支援。
  - https://voix.jp/biz/news/138855/
- Cartier「時の結晶」展 – LINE上での解説体験をSTORY CHATで開発。
  - https://storychat.jp/cartier/crystallizationoftime/
- YSL BEAUTY「I AM LIBRE」 – STORY CHATを活用したイベント体験。
  - https://storychat.jp/libre/%5D(https://storychat.jp/libre/

## 執筆活動
- Forbes JAPAN オフィシャルコラムニスト「エモーショナルライフ」

- Yahoo!ニュースオーサー「砂押貴久の流行観測」

## 登壇・講演
- 「ファッションクリエイティブ制作における生成AIの活用」トークショー登壇（OpenFashion主催）
- 「ここまでできる 生成AI」セミナー登壇（Plug主催）

- 「ファッション業界とAI」トークショー登壇（Next Fashion Designer of Tokyo主催）

## 教育・審査
- ここのがっこう 修了展 ゲスト審査員（2022〜2024年）
- VANTAN CUTTING EDGE 2023 特別審査員